# Gjøvik
Gjøvik este o comună din provincia Innlandet, Norvegia.